# Tayacien
Le Tayacien est une industrie lithique du Paléolithique inférieur, attestée en Europe, intermédiaire entre l'Acheuléen et le Moustérien, et dépourvue de bifaces.

## Historique
Le Tayacien a été défini en 1932 par Henri Breuil à partir de l'industrie de l'ensemble moyen du site de La Micoque (couches 4 et 5). Il tire son nom de la commune où se trouve ce site, Les Eyzies-de-Tayac, en Dordogne. 

## Caractéristiques
Cette industrie se caractérise par un débitage peu élaboré, antérieur au débitage Levallois et autrefois appelé « clactonien ». Ce débitage est associé à un outillage évoquant le Moustérien, avec des racloirs (dont bon nombre à retouche Quina), de nombreux denticulés et encoches et de rares bifaces atypiques. Un outil fréquent et assez caractéristique est la pointe de Tayac, formée par deux tranchants convergents denticulés par encoches clactoniennes.
François Bordes l'admettait comme une industrie séparée à condition de lui donner le sens chronologique de Moustérien anté-würmien, c'est-à-dire une forme de pré-Moustérien.

## Datation
D'après les dernières études géologiques et les datations réalisées, les niveaux tayaciens de La Micoque ont entre 440 000 et 350 000 ans (SIO  11 et 10).

## Principaux sites
En dehors de La Micoque, le Tayacien a été identifié à la Caune de l'Arago, à la Baume-Bonne, à Aldène, dans la grotte de Fontéchevade. Certains sites d'Europe centrale sont aussi apparentés, il s'agit entre autres de celui de Bilzingsleben et de Vértesszőlős.